# Аэгвийду
А́эгвийду (эст. Aegviidu) — городской посёлок на севере Эстонии в уезде Харьюмаа. До административно-территориальной реформы 2017 года — поселковая волость, после реформы вошёл в состав волости Ания. 

## География и описание
Расположен на севере Эстонии, у восточной границы уезда Харьюмаа, возле железной дороги Таллин—Тапа и шоссе Пийбе. На юге граничит с волостью Тапа уезда Ляэне-Вирумаа. Расстояние по шоссе до Таллина — 63 км, до волостного центра — города Кехра — 41 км. Высота над уровнем моря — 89 метров.
Железнодорожная станция посёлка обслуживает направления предприятия «Elron» Таллин—Тарту и Таллин—Нарва, а также служит конечной станцией направления пригородных электропоездов «Elron» Таллин—Аэгвийду.
Климат умеренный. Официальный язык — эстонский. Почтовый индекс — 74501.

## Население
По данным переписи населения 2021 года, в Аэгвийду насчитывалось 674 жителя, из них 604 (89,7 %) — эстонцы.
По данным переписи населения 2011 года в посёлке проживал 761 человек, из них 677 (89,0 %) — эстонцы.
Численность населения посёлка Аэгвийду:
| Год  | 1934 | 1950  | 1959   | 1970   | 1979   | 1989   | 1995   | 2000  | 2005  | 2008  | 2011  | 2019  | 2021  |
| ---- | ---- | ----- | ------ | ------ | ------ | ------ | ------ | ----- | ----- | ----- | ----- | ----- | ----- |
| Чел. | 666  | ↗ 889 | ↗ 1051 | ↗ 1250 | ↗ 1311 | ↘ 1097 | ↘ 1085 | ↘ 952 | ↘ 916 | ↘ 881 | ↘ 761 | ↘ 708 | ↘ 674 |

## История
Аэгвийду впервые упоминается под названием Aegwid в 1796 году на карте Ливонии Людвига Августа Меллина.
В XVIII веке на территории Аэгвийду находился охотничий замок, а позже — скотоводческая мыза Шарлоттенхоф (нем. Charlottenhof) рыцарской мызы (имения) Лехтс (нем. Lechts, Лехтсе, эст. Lehtse mõis). В 1820 году владелец мызы, барон фон Гойнинген-Гюне, построил здесь почтовую станцию для обслуживания почтовых дилижансов на дороге Пийбе, которая в то время была главным сообщением между Ревелем и Дерптом. В наши дни это здание перестроено для нужд местной школы.
В 1870 была построена железная дорога Ревель—Петербург, и в Аэгвийду была открыта железнодорожная станция. Благодаря железной дороге в Аэгвийду увеличилось число жителей, и в окрестных лесах были построены летние дома. В 1896 году была построена церковь, в начале XX века — почта, аптека и магазин. В 1926 году Аэгвийду получил статус летнего посёлка. В 1937—1938 годах на озере Пургатси в Нелиярве был построен туристический центр, который используется до сих пор.
Аэгвийду получил статус посёлка городского типа в 1945 году. С 1945 по 1993 год входил в состав Харьюского района Эстонской ССР.
После восстановления независимости Эстонии, 25 августа 1993 года Аэгвийду получил статус муниципалитета и стал поселковой волостью.

## Культура
В посёлке есть библиотека, народный дом и певческая эстрада.
В школе Аэгвийду работает музей; его задачами являются ознакомление учащихся с эстонской национальной культурой, сбор предметов культурного наследия родного края, помощь учащимся в их исследовательской деятельности. При школе есть детский хор, исполнивший вместе с ансамблем «Põhja-Tallinn» песню «Meil on aega veel», которая прошла в полуфинал конкурса «Eesti Laul 2013».
C 2005 по 2009 год в посёлке проводился рок-фестиваль Аэгвийду.

## Галерея

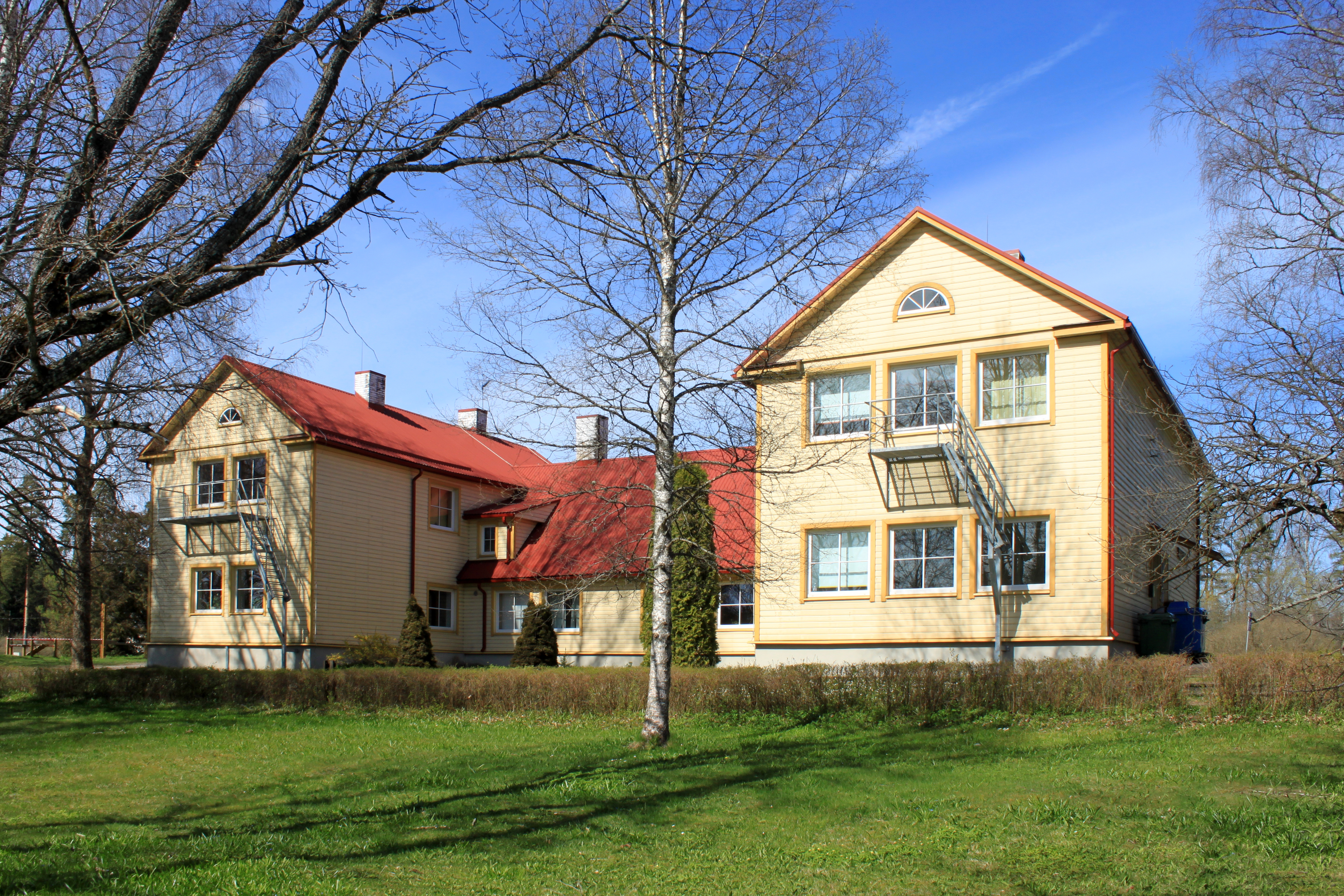
Школа Аэгвийду
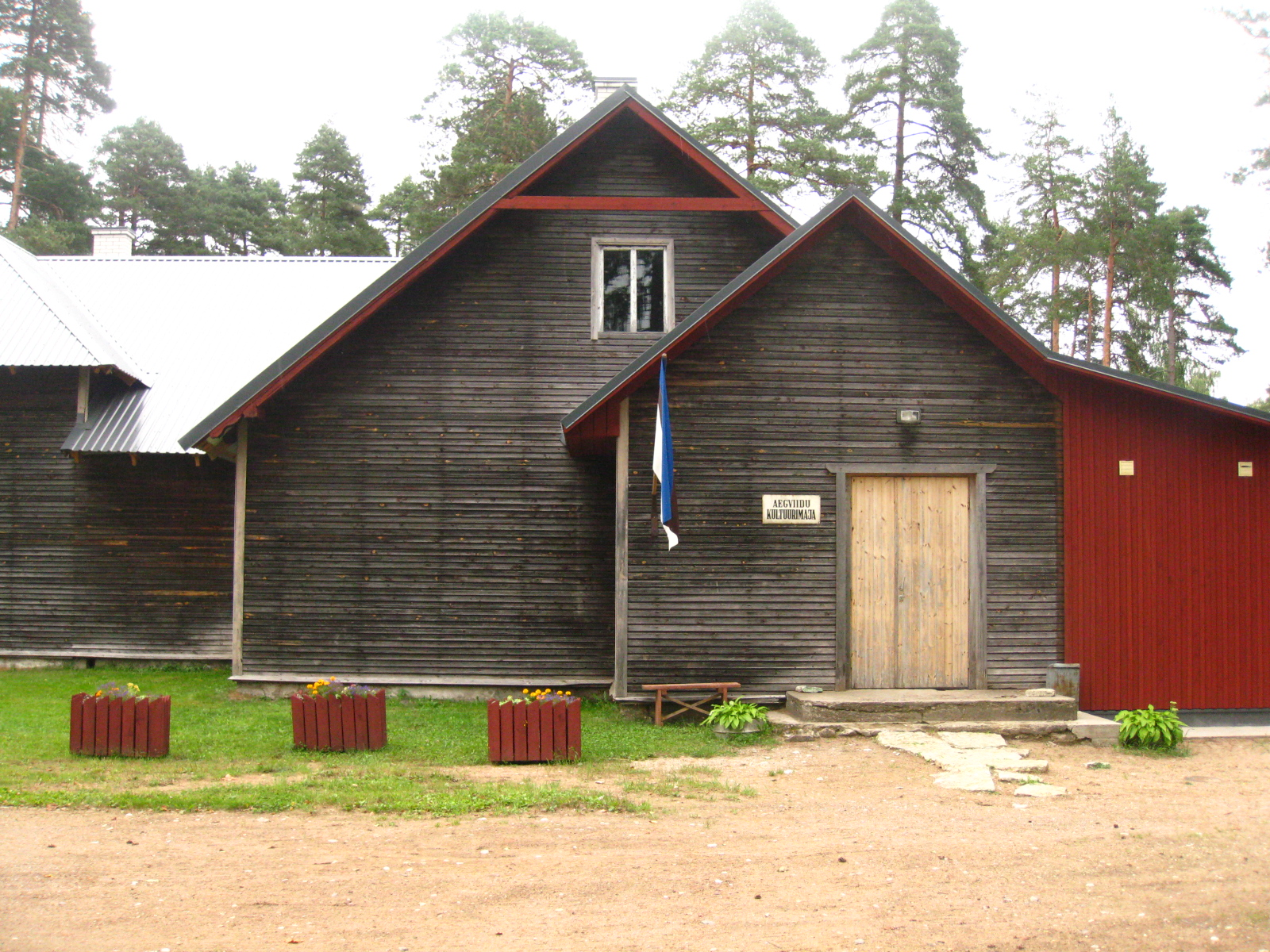
Народный дом
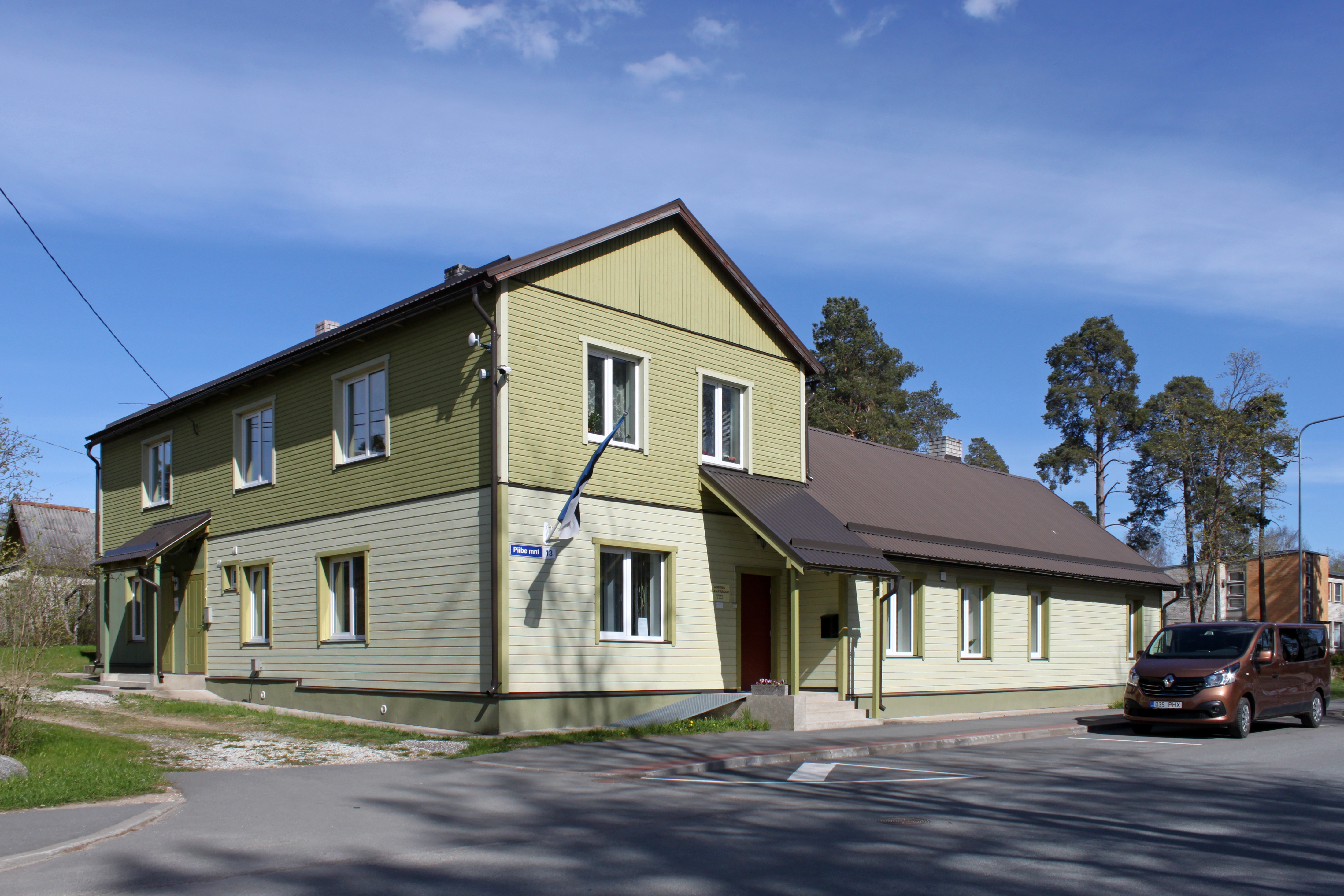
Поселковая библиотека
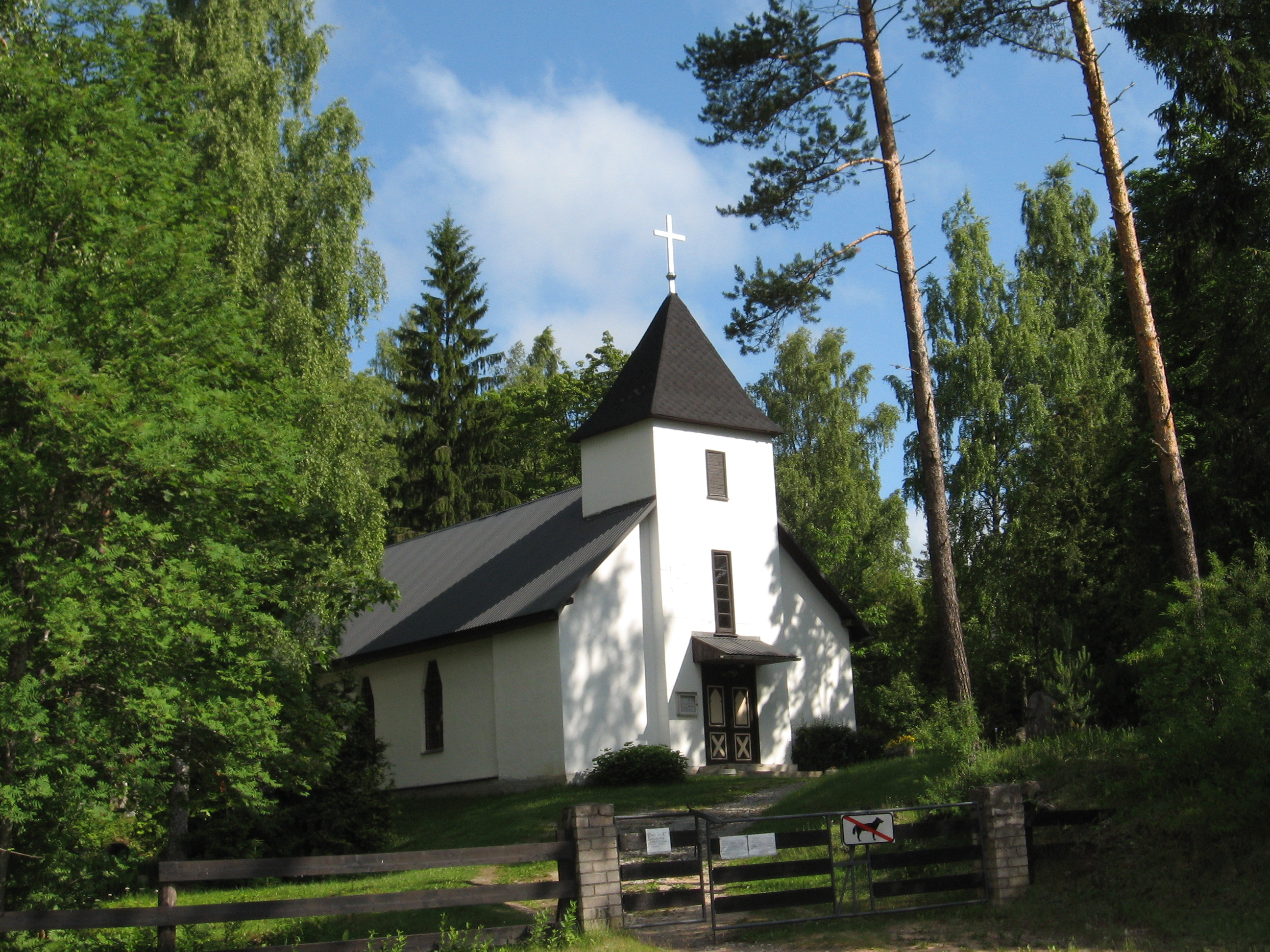
Церковь святого Александра
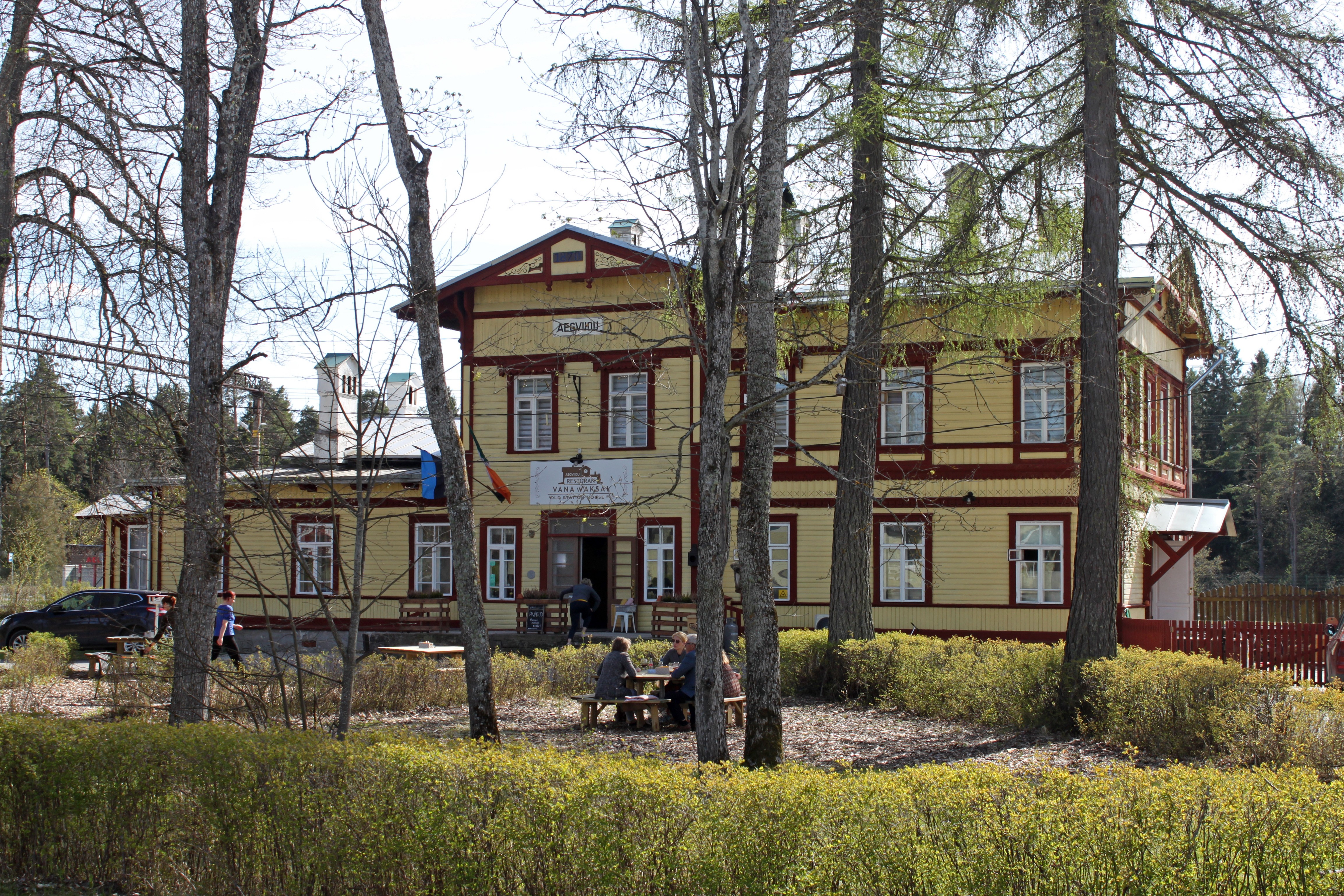
Ресторан «Vana Waksal» в бывшем здании ж/д станции
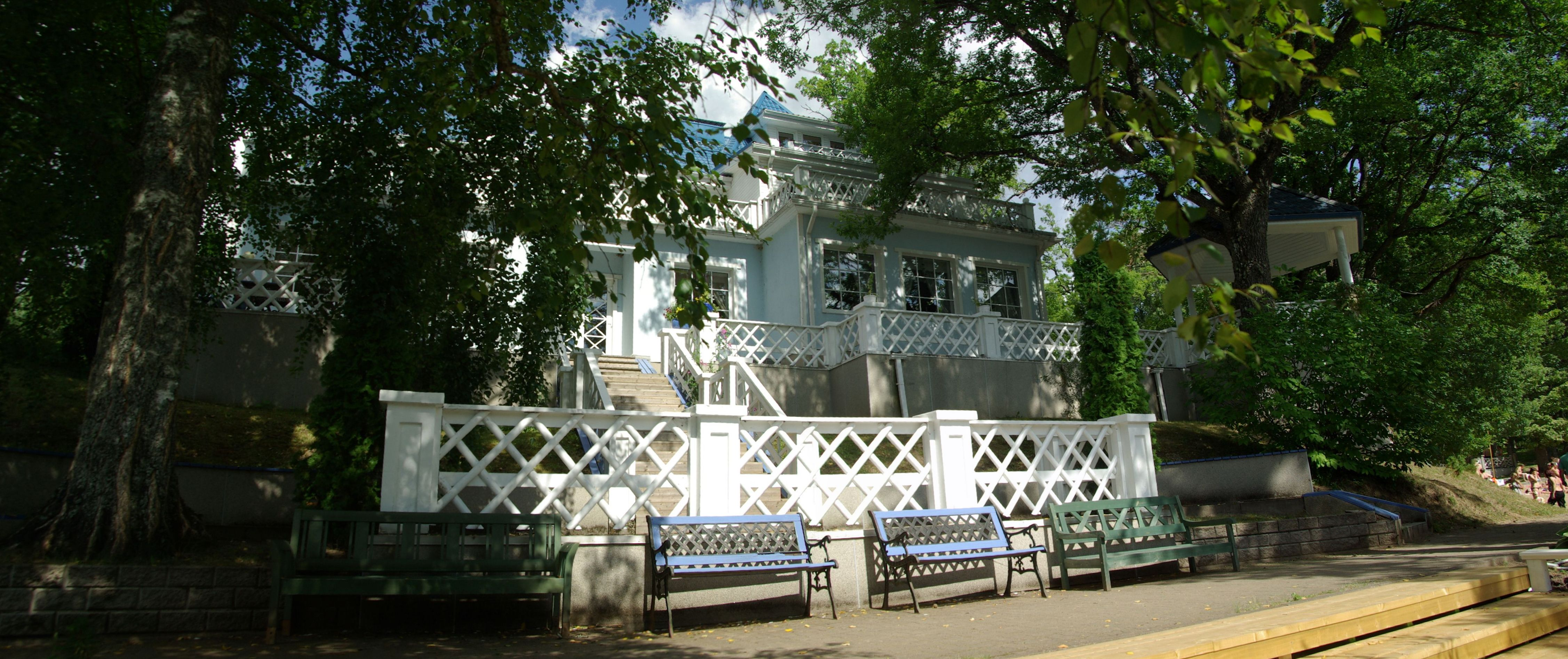
Вилла Пяэсу в центре отдыха Нелиярве
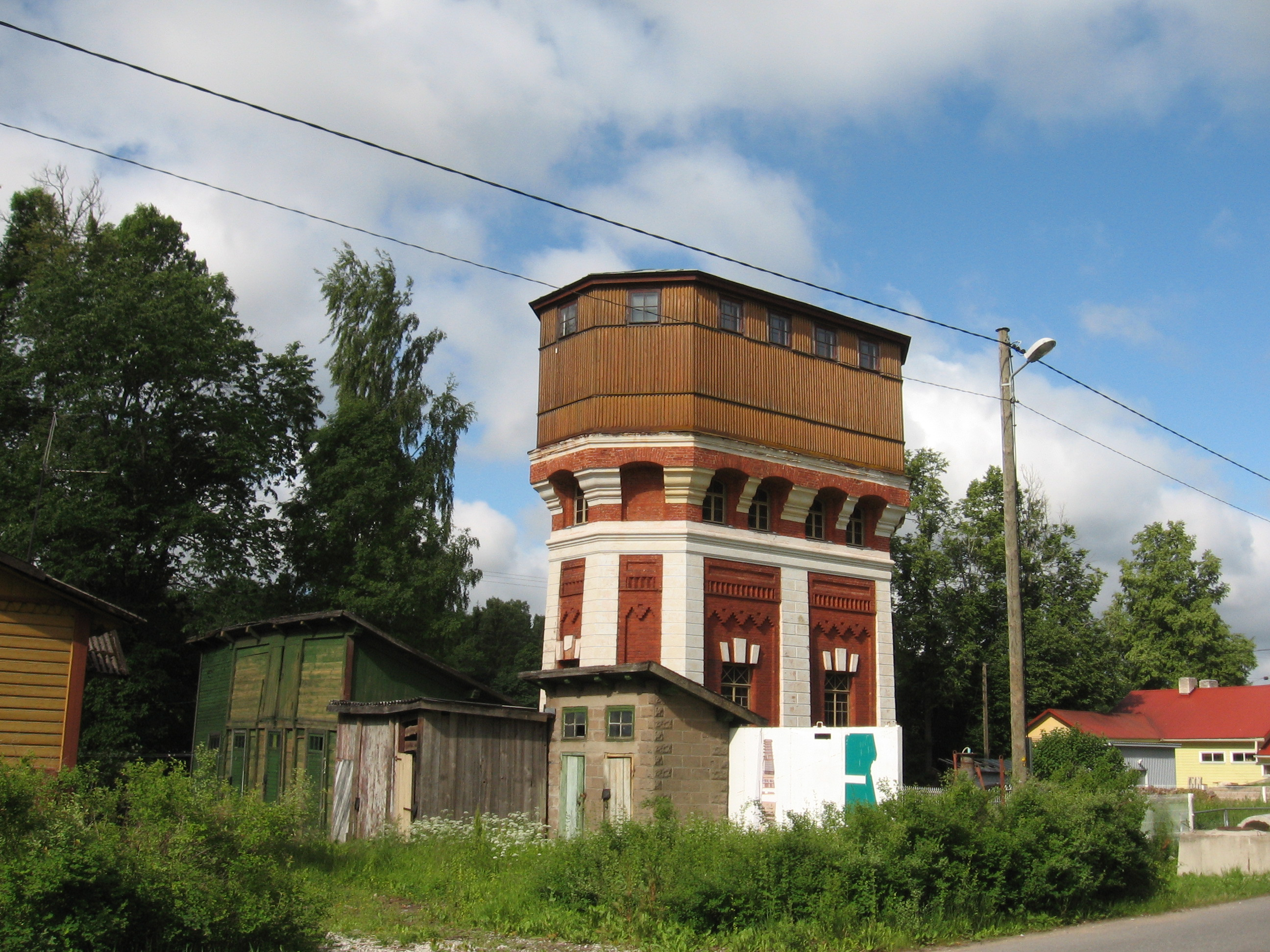
Водонапорная башня
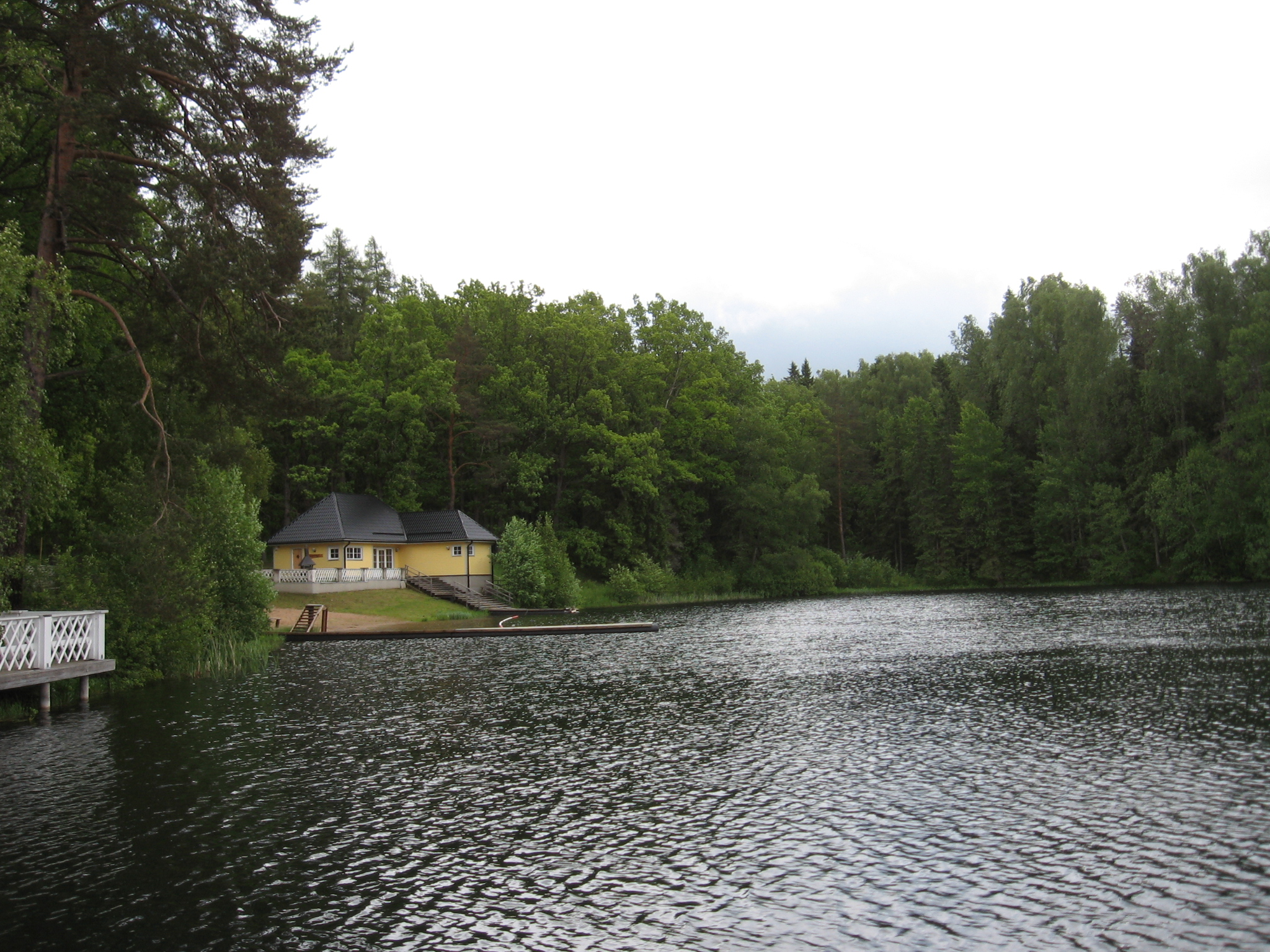
Озеро Пургатси
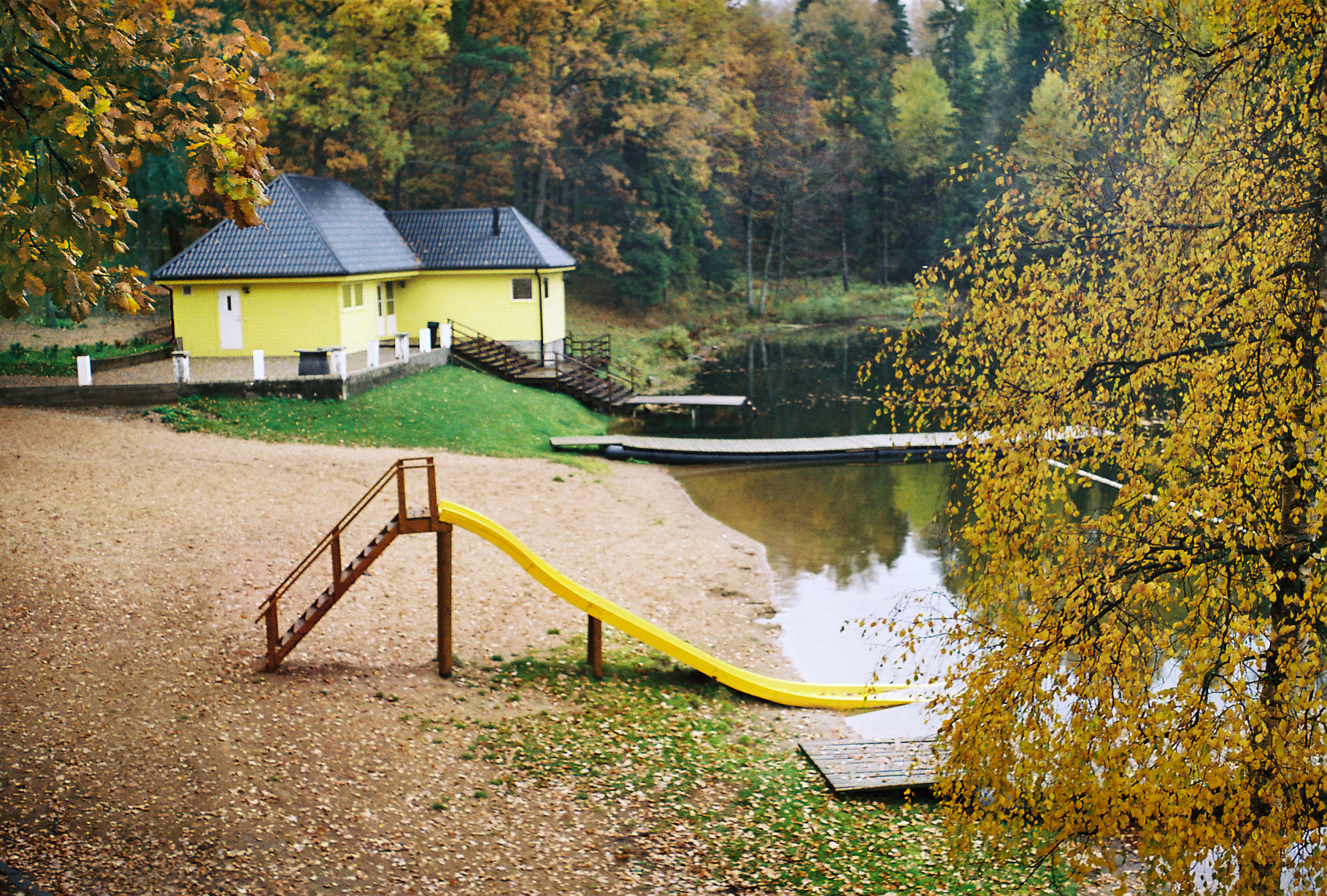
Место для купания в озере Пургатси
- Видео с дрона: Аэгвийду, 2021 год